# William Fruet
William Fruet (nascut l'1 de gener de 1933) és un director de cinema i televisió, dramaturg i guionista canadenc. Va debutar com a director amb el drama Wedding in White (1972), basat en una obra que també havia escrit. La pel·lícula va guanyar la millor pel·lícula als Canadian Film Awards el 1973.
La seva carrera posterior va incloure diverses pel·lícules de terror, com ara Cap de setmana sagnant (1972), que al IX Festival Internacional de Cinema Fantàstic i de Terror de Sitges va guanyar el premi a la millor actriu, al millor guió i el Premi de la Crítica; Cries in the Night (1980) i Killer Party (1986), així com sèries de televisió, com ara Goosebumps i Poltergeist: The Legacy. Altres crèdits d'escriptor inclouen la influent pel·lícula canadenca Goin' Down the Road, que va coescriure amb Donald Shebib.

## Carrera
Fruet va començar la seva carrera com a escriptor després d'assistir a la Canadian Theatre School. Els seus crèdits com a guionista incloue Rip-Off, Wedding in White, Slipstream, Cap de setmana sagnant, Spasms i Imaginary Playmate, mentre que els seus crèdits com a director inclouen Wedding in White, Death Weekend, Spasms, Search and Destroy, Killer Party, Cries in the Night i Bedroom Eyes. Wedding in White,l seu debut cinematogràfic l'any 1972 protagonitzat per Carol Kane i Donald Pleasence, es va basar en una obra teatral que havia escrit i va guanyar el Canadian Film Award a la millor pel·lícula. el 1973.
Els seus crèdits televisius inclouen episodis de The Ray Bradbury Theatre, My Secret Identity, Diamonds, Alfred Hitchcock Presents, Friday the 13th, War of the Worlds, Counterstrike, The Outer Limits, Goosebumps, Poltergeist: The Legacy, The Zack Files, Da Vinci's Inquest, Chasing Rainbows, Code Name: Eternity i Zoe Busiek: Wild Card.
Abans de la seva carrera com a escriptor i director, Fruet també va tenir un paper d'actuació a la pel·lícula de 1963 Drylanders.

## Filmografia

### Direcció
| Any       | Títol                                         | Notes                                     |
| --------- | --------------------------------------------- | ----------------------------------------- |
| 1972      | Wedding in White                              | Canadian Film Award – Millor pel·lícula   |
| 1976      | Cap de setmana sagnant                        | També coneguda com: The House by the Lake |
| 1979      | Search and Destroy                            |                                           |
| 1979      | One of Our Own                                |                                           |
| 1980      | Cries in the Night                            | També coneguda com: Funeral Home          |
| 1982      | Trapped                                       | També coneguda com: Baker County, U.S.A   |
| 1983      | Spasms                                        |                                           |
| 1984      | Bedroom Eyes                                  |                                           |
| 1986      | Killer Party                                  |                                           |
| 1986      | Brothers by Choice                            | Telefilm                                  |
| 1987      | Blue Monkey                                   |                                           |
| 1987–1990 | Friday's Curse                                | Sèrie; 10 episodis                        |
| 1988      | Chasing Rainbows                              | MiniSèrie                                 |
| 1988      | Alfred Hitchcock Presents                     | Episodi: "If Looks Could Kill"            |
| 1988–1990 | War of the Worlds                             | 8 episodis                                |
| 1990      | My Secret Identity                            | Episodi: "David's Dream"                  |
| 1990–93   | Top Cops                                      | Sèrie; 4 episodis                         |
| 1990–93   | Counterstrike                                 | Sèrie; 4 episodis                         |
| 1995      | Mysterious Island                             | Sèrie; 4 episodis                         |
| 1995      | The Outer Limites                             | Episode: "Birthright"                     |
| 1995–96   | Lonesome Dove: The Outlaw Years               | Sèrie; 2 episodis                         |
| 1995–98   | Goosebumps                                    | Sèrie; 27 episodis                        |
| 1998      | Animorphs                                     | Sèrie; 2 episodis                         |
| 1998–2003 | Da Vinci's Inquest                            | Sèrie; 2 episodis                         |
| 1997–99   | Poltergeist: The Legacy                       | Sèrie; 6 episodis                         |
| 2000      | Code Name: Eternity                           | Sèrie; 4 episodis                         |
| 2000      | The Royal Diaries: Isabel - Jewel of Castilla | Telefilm                                  |
| 2000      | Dear America: A Line in the Sand              | curtmetratge                              |
| 2000–02   | The Zack Files                                | Sèrie; 10 episodis                        |
| 2001–02   | Tracker                                       | Sèrie; 3 episodis                         |
| 2006      | Imaginary Playmate                            | Telefilm                                  |
| 2008      | The Egg Factory                               |                                           |
| 2011      | Matty Hanson and the Invisibility Ray         |                                           |